# Bouvancourt
Bouvancourt é uma comuna francesa na região administrativa do Grande Leste, no departamento de Marne. Estende-se por uma área de 12.91 km², e possui 187 habitantes, segundo o censo de 2018, com uma densidade de 14 hab/km².